# أندريه غريلون
أندريه غريلون (1 نوفمبر 1921 في باريس - 20 يونيو 2003) (بالإنجليزية: André Grillon)‏ لاعب كرة قدم فرنسي راحل . ساهم في احتلال نادي باريس المركز الثاني في بطولة كأس فرنسا موسم 1949-1950 ثم ساهم في تتويج نادي ليون ببطولة دوري الدرجة الثانية موسم 1950-1951 . شارك في 15 مباراة دولية مع منتخب فرنسا حيث كانت مباراته الدولية الأولى في مواجهة منتخب تشيكوسلوفاكيا في 7 أبريل 1946 وآخر مباراة دولية في مواجهة منتخب النمسا في 1 نوفمبر 1951 . بعد نهاية مسيرته الرياضية كلاعب اتجه إلى مهنة التدريب ولكنه لم يحقق أي نجاح يذكر .

## وصلات خارجية
- أندريه غريلون على موقع قاعدة بيانات كرة القدم.إي يو (الإنجليزية)
- أندريه غريلون على موقع ناشيونال فوتبول تيمز (الإنجليزية)
- أندريه غريلون على موقع عالم كرة القدم.نت (الإنجليزية)
- أندريه غريلون على موقع أوليمبيديا (الإنجليزية)